# 弗里亚诺沃
弗里亚诺沃（羅馬化：Fryanovo）是俄罗斯莫斯科州的市级镇，属州辖市晓尔科沃市（城市区），地处莫斯科州东北部，在区行政中心晓尔科沃及州府莫斯科东北方，靠近莫斯科州和弗拉基米尔州的州界。基连卡（Киленка）与希连卡（Ширенка）两条小河在该地交汇。
该地2021年人口有10,937人；2010年人口11,243；2002年人口11,180；1989年人口13,199。